# Adamant (Vermont)
Adamant fue un área no incorporada ubicada en el condado de Washington en el estado estadounidense de Vermont.

## Geografía
Adamant se encuentra ubicada en las coordenadas 44°19′48″N 72°30′15″O / 44.33000, -72.50417.